# 노스쇼어 유나이티드 AFC
노스쇼어 유나이티드 AFC(North Shore United Association Football Club)는 오클랜드의 노스쇼어시티를 연고로 하는 아마추어 축구단이다. 2022년에 강등된 후 NRFL 챔피언십에 참가하고 있다.
홈구장은 데번포트 교외에 위치한 알렌 힐 스타디움을 사용한다.